# Le Troisième Œil (film)
Pour les articles homonymes, voir Troisième œil.
Le Troisième Œil est un film belge de Christophe Fraipont sorti en 2002.

## Synopsis
Michaël s'évade de prison pour retrouver un père qu'il ne connaît pas et dont il désire être reconnu. Dans sa fuite, il fait la connaissance de Malika, une jeune fille qui essaie de fuir sa famille trop oppressante et traditionaliste. 

## Fiche technique
- Titre : Le Troisième Œil
- Réalisation : Christophe Fraipont
- Scénario : Christophe Fraipont, Jean-Pol Fargeau
- Production : Hubert Toint
- Société de production : Samsa Film, Saga Film, Radio-Télévision Belge Francophone(RTBF), Gaïa Films
- Photographie : Alain Marcoen
- Durée : 97 minutes

## Distribution
- Jérémie Renier : Michaël
- Nozha Khouadra : Malika
- Christian Crahay : l'inspecteur
- Saïda Bekkouche : la mère de Malika
- Kamal Dehaene : le père de Malika
- Frédéric Frenay : André
- Fabrizio Rongione : Salvi
- Norbert Rutili : Nono
- Stéphane Excoffier : Sylvia Desmet